# Canterbury City
Koordinaten: 33° 55′ S, 151° 6′ O

Canterbury City war ein lokales Verwaltungsgebiet (LGA) im australischen Bundesstaat New South Wales. Canterbury gehörte zur Metropole Sydney, der Hauptstadt von New South Wales. Das Gebiet war 34 km² groß und hatte etwa 137.000 Einwohner.
Am 12. Mai 2016 wurde der Zusammenschluss mit Bankstown zur neu geschaffenen Canterbury-Bankstown City bekanntgegeben.

## Geographie
Canterbury lag etwa 10 km südwestlich des Stadtzentrums am Rand von Inner Sydney. Das Gebiet beinhaltete 32 Stadtteile: Belmore, Belmore South, Campsie, Campsie South, Clemton Park, Earlwood, Earlwood West, Harcourt, Lakemba, Lakemba South, McCallums Hill, Rosedale, Roselands, Undercliffe, Wiley Park und Teile von Ashbury, Ashfield, Ashfield South, Belfield, Beverly Hills, Beverly Hills North, Bexley North, Canterbury, Croydon Park, Enfield, Enfield South, Greenacre, Hurlstone Park, Kingsgrove, Narwee, Punchbowl und Riverwood. Der Verwaltungssitz des Councils befand sich im Stadtteil Campsie im Norden der LGA.

## Verwaltung
Der Canterbury City Council hatte zehn Mitglieder, die von den Bewohnern der LGA gewählt wurden. Je drei Mitglieder kamen aus den drei Wards East, Central und West, der Vorsitzende und Mayor (Bürgermeister) wurde zusätzlich von allen Bewohnern der LGA gewählt. Die drei Wahlbezirke waren unabhängig von den Stadtteilen festgelegt.